# Gummihose

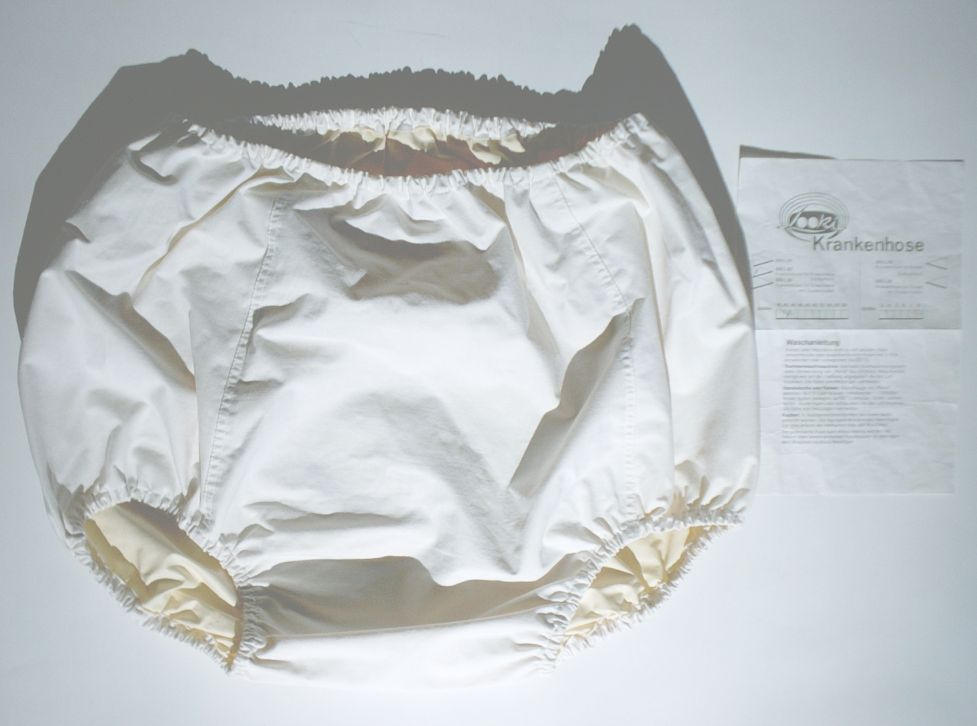
Alte Gummihose (Looki) aus gummiertem Leinenstoff um ca. 1950 bei Inkontinenz für Kinder und Erwachsene

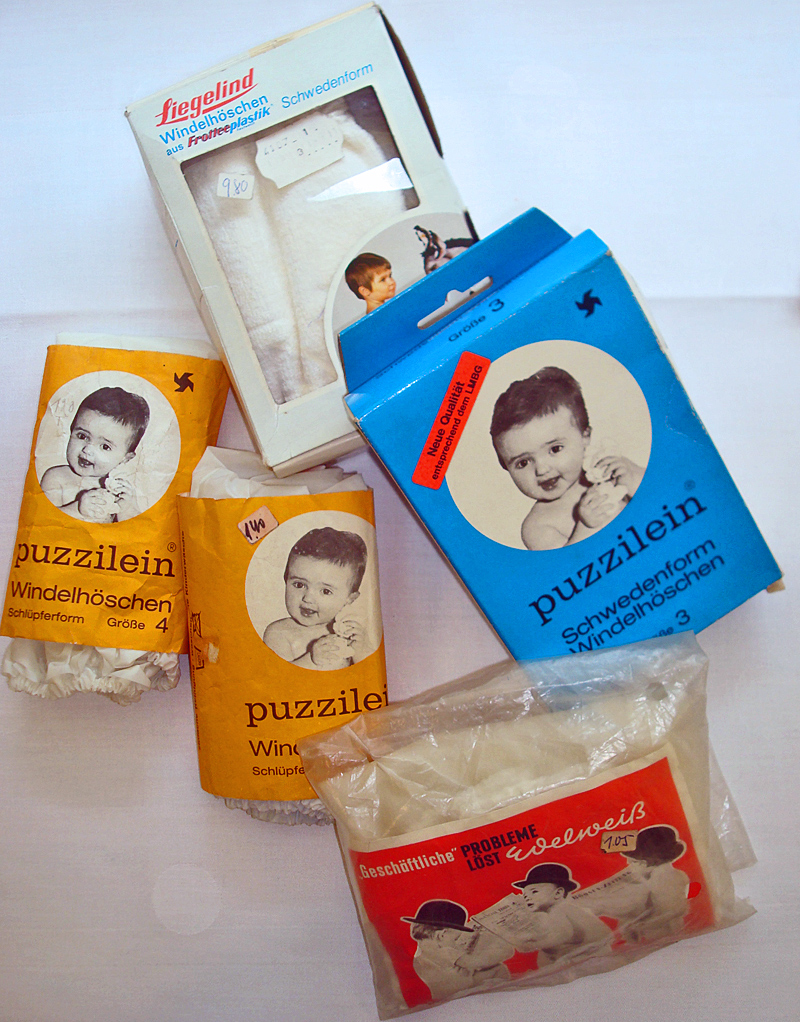
Windelhöschen aus dem Bestand des Stadtmuseums Gütersloh

Der Begriff Gummihose (auch Gummihöschen) wird häufig auch als Umschreibung für „Windelhose“ oder „Windelüberhose“ verwendet. Früher wurden sie zusammen mit Stoffwindeln verwendet, was einen hohen Zeitaufwand für die Reinigung bedeutete. Auch in der Kranken- und Altenpflege wurde die Gummihose noch bis etwa 1985 häufig eingesetzt, bis sie durch die modernen Höschenwindeln immer mehr verdrängt wurde, welche eine Arbeitserleichterung für Eltern sowie für das Pflegepersonal mit sich brachten.
Die Bezeichnung „Gummihose“ ist aus heutiger Sicht nicht mehr ganz richtig, da die jetzt auf dem Markt befindlichen Modelle nur selten aus einem Gummimaterial bestehen. Am häufigsten werden diese Gummihosen heute aus PVC oder einem PE-beschichteten Material angeboten, daher sind die Begriffe wie Windelhose, Windelüberhose, Überhose, Krankenhose, Schutzhose, Inkontinenzhose oder Schutzschlüpfer am gebräuchlichsten.